# Gulnara Gabelia
Gulnara Gabelia és una davantera de futbol internacional per Geòrgia. Actualment juga al BIIK Kazygurt, al Campionat del Kazakhstan.

## Trajectòria
| Temporades  | Club             | Títols                          |
| ----------- | ---------------- | ------------------------------- |
|             | Norchi Dinamoeli |                                 |
| 2009 - act. | BIIK Kazygurt    | 4 Lligues, 5 Copes, 1 Supercopa |